# Davi Erskine, 2.º Lorde Cardross
Davi Erskine, 2.º Lorde Cardross (batizado em 1627 - 1671) foi um monarquista escocês.

## Vida
Erskine era o único filho de Henrique Erskine, segundo filho do segundo casamento de João Erskine, Conde de Mar, e herdeiro do Baronato de Cardross, com sua mulher Margaret, filha única de Jaime Bellenden de Broughton, próximo de Edimburgo. Com a morte de seu avô em dezembro de 1634, ele adquiriu o título de Cardross e foi servido como herdeiro de seu pai no baronato em 17 de março de 1636-7.
Ele foi um dos poucos colegas que protestou contra a entrega de Carlos I ao exército inglês em Newcastle em 1646, e foi um promotor do "noivado" em 1648, pelo qual foi multado em £ 1.000 e impedido de participar de parlamento em 1649.

## Família
Cardross foi casado duas vezes. Em 1645 ele se casou com Anne, quinta filha de Tomás Hope de Craighall, com quem teve Henrique Erskine, 3.º Lorde Cardross e uma filha, Margaret, que se casou com William Cunningham de Boquhan. Em 1655, ele se casou com Mary, filha mais nova de Sir George Bruce de Carnock, Fifeshire, e teve muitos filhos, incluindo William de Torry. 
Ele morreu em 1671.